# Lillington (Caroline du Nord)
Pour les articles homonymes, voir Lillington.
La ville de Lillington est le siège du comté de Harnett, situé en Caroline du Nord, aux États-Unis.

## Démographie
Le recensement de 2000 a indiqué 2 915 habitants. Celui de 2010, 3 194 dont 1 893 hommes et 1 301 femmes.
| 1880 | 1900 | 1910 | 1920 | 1930 | 1940 |
| ---- | ---- | ---- | ---- | ---- | ---- |
| 98   | 65   | 380  | 593  | 752  | 914  |

| 1950  | 1960  | 1970  | 1980  | 1990  | 2000  |
| ----- | ----- | ----- | ----- | ----- | ----- |
| 1 061 | 1 242 | 1 155 | 1 948 | 2 048 | 2 915 |

| 2010  | - | - | - | - | - |
| ----- | - | - | - | - | - |
| 3 194 | - | - | - | - | - |

## Économie
Saab Baccacuda et Niche, Inc. sont des fabricants de parachutes installés dans cette ville.